# Mezinárodní nechráněný název
Mezinárodní nechráněný název (angl. International Nonproprietary Name, INN) je oficiální název přidělovaný Světovou zdravotnickou organizací (WHO) farmaceutickým látkám, zejména léčivým látkám. Slouží k jednoznačné identifikaci účinných látek, jejich názvy nejsou známkoprávně chráněny ani nejsou jinak chráněny a tedy nejsou majetkem soukromých subjektů (na rozdíl od obchodních názvů léčivých přípravků, v nichž jsou tyto látky obsaženy). INN se též označují jako generické názvy.
INN jsou triviální názvy, tj. není možné z nich vyčíst chemickou strukturu látky. Existují vedle komplikovaných systematických názvů (IUPAC), z nichž lze vyčíst chemickou strukturu látek, ale nehodí se pro běžné používání mezi farmaceuty a lékaři.
WHO vydává oficiální seznam tzv. doporučených mezinárodních nechráněných názvů (rINN, recommended International Nonproprietary Name) v angličtině, francouzštině, latině, ruštině a španělštině.

## Lingvistický pohled
Z hlediska jazykového se jedná o podstatná jména látková (jako třeba voda, sůl, vzduch apod.), proto se ve většině jazyků (s výjimkou němčiny) píší s malým počátečním písmenem – na rozdíl od názvů léčivých přípravků, které jsou vlastními jmény.

## INN v češtině
V českých textech se používají INN v počeštěné podobě. Převod do češtiny se obvykle provádí podle obecných zásad Pravidel českého pravopisu (např. c vyslovované jako k se přepisuje k, skupina qui- jako -chi-, ph jako f, zdvojená písmena se zjednodušují, latinské koncovky -us a -um se vypouštějí apod.).
Příklady:
- chloroquinum – chlorochin
- captoprilum – kaptopril, ale citalopramum – citalopram (výslovnost s c)
- aminophenazonum – aminofenazon
- ampicillinum – ampicilin
- acidum folicum – kyselina listová

Označování délky samohlásek (sulfat i sulfát), psaní s/z (glukosamin i glukozamin), th/t (methotrexat i metotrexát) často kolísá. Konzervativnější pravopis (bližší originálnímu) se používá hlavně v odborných kruzích.
České názvy velkého množství léčivých i pomocných látek lze nalézt v Českém lékopisu.

## Způsoby tvoření INN
WHO se snaží sjednotit způsob tvoření INN, proto vydává seznam morfémů, které jsou společné názvům léčiv ze stejné skupiny. Příklady (české názvy):
| Morfém    | Skupina                               | Látky                                  |
| --------- | ------------------------------------- | -------------------------------------- |
| -pril     | inhibitory ACE                        | kaptopril, enalapril, lisinopril       |
| -olol     | beta-blokátory                        | propranolol, timolol, metoprolol       |
| -vastatin | inhibitory HMGCoA-reduktázy (statiny) | lovastatin, pravastatin, atorvastatin  |
| -koxib    | inhibitory COX-2                      | celekoxib, rofekoxib, valdekoxib       |
| -mab      | monoklonální protilátky               | bamlanivimab, natalizumab, tocilizumab |
| -meran    | m-RNA vakcíny                         | tozinameran, elasomeran                |

Názvy látek přírodního původu jsou často odvozeny od latinských nebo řeckých názvů výchozích surovin (obvykle rostlin), např.:
- papaverin – alkaloid z máku (Papaver)
- kokain – alkaloid z koky (Erythroxylon coca), -kain je součást názvu lokálních anestetik (např. prokain, lidokain)
- escin – směs saponinů z koňského kaštanu (Aesculus hippocastanum)
- kyselina salicylová – z vrby (Salix)

Některé názvy jsou vytvořeny jako tzv. zkratková slova ze systematických chemických názvů, např. paracetamol, v USA známý spíše jako acetaminofen, je chemicky N-acetyl-p-aminofenol (p čti para).
Některé názvy jsou vytvořeny jako tzv. polotriviální, např. methyltestosteron je metylovaný derivát testosteronu (triviální název se systematickou předponou methyl-).